# Macrolidă

Eritromicina este un antibiotic de tip macrolidă (se observă ciclul lactonic și ozele componente)

Macrolidele reprezintă o clasă de compuși organici macrociclici cu grupă funcțională lactonă, care au atașate diferite dezoxi-zaharide (de exemplu, cladinoză și dezoazmină). Ciclurile pot fi constituite din 14 până la 16 atomi și pot conține atomi de oxigen sau de azot. Unele macrolide au proprietăți antibiotice și antifungice, iar de aceea sunt utilizate ca medicamente.

## Istoric
Prima macrolidă descoperită a fost eritromicina, care a fost utilizată pentru prima dată în anul 1952. Eritromicina a fost folosită pe scară largă ca alternativă la tratamentul cu penicilină în cazul pacienților care prezintă alergie la aceasta sau în cazul infecțiilor penicilino-rezistente. Ulterior au fost dezvoltate prin semisinteză și alte macrolide, printre care se numără azitromicina și claritromicina. Acestea au fost proiectate în așa fel încât să poată fi absorbite mai ușor și să provoace mai puține efecte secundare (eritromicina produce reacții secundare la nivel gastrointestinal la majoritatea pacienților aflați sub tratament).

## Utilizări medicale
Antibioticele macrolidice sunt utilizate în tratamentul infecțiilor cauzate de bacterii Gram-pozitive (precum Streptococcus pneumoniae) și limitat pentru cele produse de bacterii Gram-negative (precum Bordetella pertussis, Haemophilus influenzae). Spectrul de activitate al macrolidelor este mai extins decât cel al penicilinelor, fiind astfel utilizate ca alternativă pentru pacienții cu alergie la acestea. Majoritatea tulpinilor de streptococi, pneumococi, stafilococi și enterococi sunt sensibile la macrolide. În plus, spectrul este extins și pe Legionella pneumophila, Mycoplasma, Mycobacteria, unele specii de Rickettsia și Chlamydia.

## Mecanism de acțiune

### Antibacterian
Macrolidele sunt inhibitori ai biosintezei proteice bacteriene, și se crede că acest efect se datorează blocării acțiunii peptidil-transferazei care are rolul de a lega catena peptidică în alungire de următorul aminoacid (efect similar cu cel al cloramfenicolului). De asemenea, macrolidele inhibă procesul de translație de la nivel ribozomal. Un alt mecanism propus este cel de disociere prematură al peptidil-ARNt de pe ribozom.
Cu alte cuvinte, antibioticele macrolidice se leagă reversibil de situsul P al subunității 50S a ribozomului bacterian, având un efect bacteriostatic. Moleculele se concentrează activ în leucocite, fiind astfel transportate direct la locul producerii infecției.

## Exemple

### Antibiotice

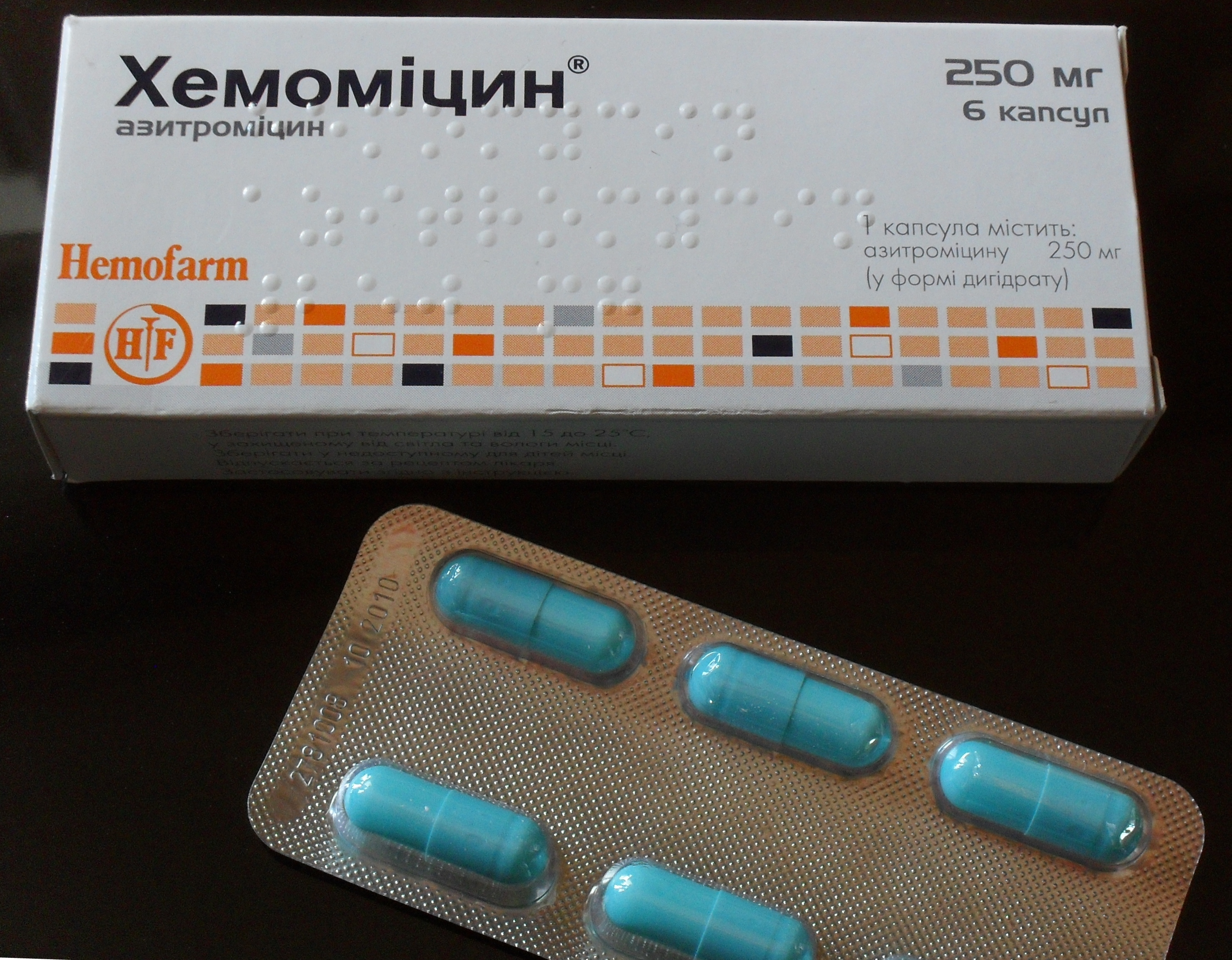
Capsule cu azitromicină

- Azitromicină
- Claritromicină
- Eritromicină
- Fidaxomicină
- Josamicină
- Midecamicină
- Oleandomicină
- Roxitromicină
- Spiramicină
- Troleandomicină

### Ketolide
Sunt analogi macrolidici cu funcție cetonică: 
- Telitromicină - prima ketolidă aprobată[8]
- Cetromicină
- Solitromicină

### Macrolide non-antibiotice
Imunosupresoare: tacrolimus, pimecrolimus și sirolimus

### Antifungice
Sunt macrolide polienice cu acțiune antifungică:
- Amfotericină B
- Natamicină
- Nistatină[9]